# Vania Torres
Vania Liana Torres Olivieri (Lima, 6 de noviembre de 1995) es una actriz, personalidad de televisión y  surfista peruana. 
Es reconocida por su faceta deportiva, donde se desempeña en el surf de remo, obteniendo el segundo puesto en los Juegos Panamericanos Lima 2019. 
En el ámbito televisivo, es también reconocida por sus participaciones en los programas de la cadena América Televisión como las telenovelas Perdóname y Junta de vecinos, y el reality show peruano Esto es guerra.

## Primeros años
Vania Liana Torres Olivieri nació en Lima. Cuando tenía 9 años sus padres, Roy Torres y Silvia Olivieri, la introdujeron a la práctica del surf.

## Trayectoria

### Carrera deportiva
Torres incursionó desde los 10 años en el mundo de las competencias, participando en diversos campeonatos locales e internacionales e incluso se fue a competir en el Roxy Champ Camp de Costa Rica y participó también del Latinoamericanos ALAS. Torres practica surf en tabla corta, modalidad más común de surf, la cual le permitió participar de diversos mundiales ISA Junior logrando ubicarse dentro del Top 10.
En el 2017 Torres decide mudar de modalidad al SUP Surf, modalidad en la que los resultados no tardaron en llegar. En su primera competencia incluso le ganó a la 2 veces campeona del tour mundial y quedó tercera en el campeonato, sorprendiendo a la opinión pública, incluyendo la de su entrenador.
Representó a Perú a los Juegos Panamericanos Lima 2019, donde logró quedarse con la medalla de plata tras un heat muy parejo Finalmente, se encuentra en el puesto 4 del ranking mundial lo que le permite acceder a diversos campeonatos del Tour y también ser reconocida como la principal representante de ese deporte en su país de origen.

### Carrera televisiva y actoral
Tras terminar su participación en Lima 2019, Torres se incursiona en la actuación en el año 2022, haciendo su debut con la obra de teatro No te mates en mi casa, compartiendo roles con Valentina Saba y otros actores jóvenes. Además de ello, en ese año participó en la teleserie Junta de vecinos.
Al año siguiente, se incorpora al elenco de la telenovela Perdóname bajo el personaje de Ivana, la mejor amiga de Sugar, personaje interpretado por el actor Pedro Sánchez, con quién más tarde protagoniza la microobra de comedia peruana Sexo en grupo en 2024.
En el año 2024, ingresa al reparto de participantes del reality show Esto es guerra, desempeñando en el rol de competidora hasta 2025, siendo reemplazada por la participante del programa Rosángela Espinoza en el elenco.
Al año siguiente, asume la coconducción del programa web Agricooltores junto al periodista Gino Tassara y el exmodelo y tenista Duilio Vallebuona.Tras el retiro de Tassara y Vallebuona del formato, ascendió al reparto de la conducción principal del programa al lado del actor Junior Silva.

### Controversia
En agosto de 2020 a partir de la personificación de una mujer andina para publicitar el uso de producto de limpieza de su auspiciador Bioderma en su cuenta de Instagram fue acusada de racismo generando reacciones a nivel nacional e internacional. El Instituto Nacional de Defensa de la Competencia y de la Protección del Consumidor (Indecopi) abrió una investigación al respecto. Uno de sus auspiciadores, Diners Club, rescindió el contrato que tenía con la deportista al día siguiente y el Ministerio de Cultura se pronunció desde su plataforma Alerta contra el Racismo. El ministro de Cultura, Alejandro Neyra, se pronunció rechazando la caracterización manifestando «cualquier tipo de uso de estereotipos que hagan escarnio, que pretendan denigrar a nuestros hermanos y hermanas de pueblos indígenas o afroperuanos, lo único que hacen es desunirnos más».

## Logros deportivos

### Nacionales
| Puesto | Campeonatos                       | Año  |
| ------ | --------------------------------- | ---- |
| 1°     | Campeonato Nacional de Surf FENTA | 2017 |
| 1°     | Campeonato Nacional de Surf FENTA | 2018 |

### Internacionales
| Puesto | Campeonato                                            | Sede           | Año  |
| ------ | ----------------------------------------------------- | -------------- | ---- |
| 1°     | Campeonato Latinoamericano de Surf ALAS (Paddle surf) | Punta Roquitas | 2017 |
| 2°     | Campeonato Latinoamericano de Surf ALAS               | Punta Roquitas | 2017 |
| 1°     | Panamericanos de Surf                                 | Punta Rocas    | 2017 |
| 2°     | Panamericanos de Surf                                 | Punta Rocas    | 2018 |
| 2°     | Juegos Panamericanos                                  | Lima           | 2019 |
| 3°     | Juegos Panamericanos                                  | Santiago       | 2023 |

## Reconocimientos
- 3° Puesto Ranking Mundial APP 2019[10]
- 4° Puesto Ranking Mundial APP 2018[3]
- Top 10 Ranking Mundial ISA Junior

## Filmografía

### Televisión
- Junta de vecinos (2022), reparto recurrente.
- Perdóname (2023), Ivana (reparto principal).
- Esto es guerra (2024-2025), competidora.
- La rosa de Guadalupe Perú (2025) como Vanessa (Episodio: Vuelta en U).

### Teatro
- No te mates en mi casa (2022), reparto central.
- Cómo decirle que me gusta (2023), reparto central.
- Apego (2024), protagonista.
- Sexo en grupo (2024), protagonista.

### Programas web
- Agricooltores (desde 2025), copresentadora.